# José Inzenga Castellanos
José Inzenga Castellanos, també Ynzenga o Incenga (Madrid, 3 de juny de 1828 - Madrid, 28 de juny de 1891), va ser un compositor espanyol de sarsuela. Va ser un dels pioners de la sarsuela moderna, nascuda a mitjan segle xix, i dels estudis folklòrics.

## Biografia
Era fill d'Ángel Inzenga, mestre i compositor d'origen sicilià i de Felicia Castellanos, una bona cantant afeccionada. Les primeres lliçons de solfeig les va rebre de son pare. Posteriorment va estudiar piano i composició amb Pedro Albéniz. Atès que destacava pel seu talent musical, va rebre una pensió del Duc d'Osuna, Mariano Téllez Girón, per a continuar els seus estudis a París, a on va traslladar-se l'any 1842 i on va ingressar en el seu Conservatori com a intern, per recomanació del llavors ambaixador espanyol Francisco Martínez de la Rosa. Com en el cas de Rafael Hernando, a la capital de França va fer amistat amb Daniel Esprit Auber, qui hauria d'influir en l'estil de la primera onada de compositors de sarsuela decimonònica, tots amb un estil i pretensions molt pròxims als de l'òpera còmica francesa, de la que Auber era un dels principals exponents. Justament, gràcies a Auber va aconseguir el lloc de mestre acompanyador de l'Opéra Comique, de manera interina i durant un any. L'any 1846 va obtenir premi de piano i harmonia al conservatori. També va guanyar-se la vida fent de pianista en algunes cèlebres tertúlies particulars.
De manera paral·lela a Hernando, la Revolució de 1848 va precipitar el seu retorn a Espanya. Només tornar, va presentar algunes peces de saló, marxes militars i algunes obres orquestrals, entre les quals va destacar una Simfonia, que va ser estrenada per Baltasar Saldoni amb l'orquestra del Teatro Español. La primera sarsuela que va estrenar, amb gran èxit, va ser El campamento (1851) al Teatro del Circo de Madrid. Va participar com a soci, junt als compositors Barbieri, Oudrid, Hernando, Gaztambide el llibretista Luis de Olona i l'actor Francisco Salas en la constitució de la Societat Artística creada per a explotar comercialment el nou gènere. Anys després, arran de l'ampliació del capital de la societat, Inzenga va abandonar-hi perquè no podia aportar els fons requerits.
La carrera d'Inzenga va transcórrer amb menys brillantor que la dels seus col·legues en la refundació de la sarsuela. Malgrat ser un músic amb talent i bona preparació, no posseïa el caràcter necessari per a triomfar en el teatre. La seua música no va tenir el vigor i el sabor popular que havien de caracteritzar les obres que van transcendir l'època i que han esdevingut clàssics del gènere.
Va ser considerat un excel·lent professor de cant, matèria que va impartir en el Conservatori de Madrid.
Va recollir una col·lecció de cants folklòrics espanyols sota el títol Ecos de España, de la que anys més tard, Nikolai Rimski-Kórsakov va extraure materials per a la composició del seu Capritx espanyol. També va arreplegar en quatre quaderns, cants folklòrics de Galícia, el País Valencià, Múrcia i Astúries. Va escriure un manual anomenat Arte de acompañar al piano, un estudi sobre la música religiosa catòlica i el llibre autobiogràfic Impresiones de un artista en Italia.

## Obres (llista no exhaustiva)
- 1851: El campamento - sarsuela en 1 acte - llibret: Luis de Olona
- 1851: El castillo encantado - sarsuela en 3 actes - en col·laboració amb Cristóbal Oudrid - llibret: Emilio Bravo
- 1852: El secreto de la Reina - sarsuela en 3 actes - en col·laboració amb Joaquín Gaztambide i Rafael Hernando - llibret: Luis de Olona
- 1852: El amor por los balcones- sarsuela en 1 acte - llibret: Ramón de Navarrete
- 1852: Don Simplicio Bobadilla - en col·laboració amb Joaquín Gaztambide, Francisco Asenjo Barbieri i Rafael Hernando - llibret: Manuel i Victoriano Tamayo y Baus
- 1852: La flor del Zurguén - sarsuela en 1 acte - llibret: Luis Montes
- 1854: El alma de Cecilia - sarsuela en 3 actes - llibret: Antonio Arnao
- 1857: La roca negra - sarsuela en 3 asctes - en col·laboració amb Mariano Vázquez
- 1862: ¡Si yo fuera rey! - sarsuela en 3 actes - llibret: Mariano Pina i Miguel Pastorfido
- 1862: Un trono y un desengaño - en col·laboració amb Emilio Arrieta i Antonio Reparaz - llibret: Mariano Pina
- 1863: Galán de noche - sarsuela en 2 actes - llibret: Antonio García Gutiérrez
- 1864: Batalla de amor
- 1866: Cubiertos a cuatro reales - llibret: Manuel Ossorio y Bernad
- 1877: A casarse tocan